# سیارک ۱۳۱۷۶۳
سیارک ۱۳۱۷۶۳ (به انگلیسی: 131763 Donatbanki، نامگذاری:2002AJ11) صد و سی و یک هزار و هفتصد و شصت و سومین سیارک کشف شده‌است که در ۱۱ ژانویه ۲۰۰۲ کشف شد.